# 東ウーシマー県
東ウーシマー県（ひがしウーシマーけん、フィンランド語: Itä-Uusimaa、スウェーデン語: Östra Nyland）は、フィンランドにかつて存在した行政区。ウーシマー県、パイヤト＝ハメ県、キュメンラークソ県と接していた。2011年1月1日に西に位置するウーシマー県と合併し、新たなウーシマー県が発足した。この合併で、東ウーシマー県は消滅した。
2,823平方kmの面積であり、93000人ほどが居住していた。県庁所在地はポルヴォー。

## 下位自治体
7つの下位自治体がにあり、市と町は明確に区別されていた。下記に記したものはフィンランド語での自治体の名前であり、〔 〕内はスウェーデン語での名称である。
ポルヴォー郡
- アスコラ（Askola）
- ムルスキュラ（Myrskylä） 〔モルスコム（Mörskom）〕
- プッキラ（Pukkila） 〔ブッキラ（Buckila）〕
- ポルヴォー（Porvoo） 〔ボルゴ（Borgå）〕
- シポー（Sipoo） 〔シッボ（Sibbo）〕

ロヴィーサ郡
- ラピンヤルヴィ（Lapinjärvi） 〔ラップトラスク（Lappträsk）〕
- ロヴィーサ（Loviisa） 〔Lovisa〕

2010年1月1日付で、以下の自治体がロヴィーサに吸収合併された。
- リリェンダール（Liljendal）
- ペルナヤ（Pernaja） 〔ペルノ（Pernå）〕
- ルオトシンピュフター（Ruotsinpyhtää） 〔ストロムフォルス（Strömfors）〕